# Squeeze (musikgrupp)
Squeeze var ett brittiskt rockband från London, aktivt mellan 1975 och 1999, med Glenn Tilbrook och Chris Difford som förgrundsgestalter. Till deras mest kända låtar hör "Cool for Cats", "Up the Junction", "Tempted", "Labelled With Love" och "Hourglass".
Gruppen var som framgångsrikast under åren 1979–1982 då de hade kontrakt hos A&M Records. Squeeze upplöstes 1982, men återbildades med delvis nya medlemmar 1985. Squeeze lades på is igen 1999 bara för att åter bli aktiv 2007. De har sedan dess både uppträtt med konserter och gett ut flera nya studioalbum. Endast Difford och Tilbrook är kvar från den ursprungliga gruppen, men basisten John Bentley som spelade med gruppen 1980–1982 medverkade under större delen av 2010-talet i den återförenade gruppen.

## Diskografi
Studioalbum
- 1978 – Squeeze
- 1979 – Cool for Cats
- 1980 – Argybargy
- 1981 – East Side Story
- 1982 – Sweets from a Stranger
- 1985 – Cosi Fan Tutti Frutti
- 1987 – Babylon and On
- 1989 – Frank
- 1990 – A Round and a Bout
- 1991 – Play
- 1993 – Some Fantastic Place
- 1995 – Ridiculous
- 1998 – Domino
- 2010 – Spot the Difference
- 2015 – Cradle to the Grave
- 2017 – The Knowledge

Livealbum
- 1990 – A Round and a Bout
- 1999 – Live at Royal Albert Hall
- 2007 – Five Live: On Tour in America
- 2012 – Live At The Fillmore

Samlingsalbum
- 1979 – 6 Squeeze Songs Crammed Into One Ten-Inch Record
- 1982 – Singles – 45's and Under (RIAA: Platina)
- 1987 – Classics, Vol. 25
- 1992 – Greatest Hits
- 1996 – Piccadilly Collection
- 1996 – Excess Moderation
- 1997 – Six Of One (6-CD box)
- 1998 – Master Series
- 2000 – Up The Junction
- 2002 – Big Squeeze: The Very Best Of Squeeze
- 2006 – The Squeeze Story
- 2007 – Essential Squeeze
- 2008 – The Complete BBC Sessions

EP
- 1977 – Packet of Three

Singlar (topp 40 på UK Singles Chart)
- 1978 – "Take Me I'm Yours" (UK #19)
- 1979 – "Cool for Cats" (UK #2)
- 1979 – "Up the Junction" (UK #2)
- 1979 – "Slap and Tickle" (UK #24)
- 1980 – "Another Nail in My Heart" (UK #17)
- 1981 – "Is That Love" (UK #35)
- 1981 – "Labelled With Love" (UK #4)
- 1987 – "Hourglass" (UK #16)
- 1993 – "Third Rail" (UK #39)
- 1995 – "This Summer" (UK #36)
- 1996 – "Heaven Knows" (UK #27)
- 1996 – "This Summer (Remix)" (UK #32)